# Selecció de futbol de la Xina
La selecció de futbol de la Xina representa Xina a les competicions internacionals de futbol. És controlada per l'Associació Xinesa de Futbol. L'actual seleccionador i des de maig del 2015 és Marcello Lippi.

## Xina a les Copes del Món
- 1930 a 1954 - No participà
- 1958 - No es classificà
- 1962 a 1978 - No participà
- 1982 a 1998 - No es classificà
- 2002 - Primera fase - 31è lloc[1]
- 2006 a 2018 - No es classificà